# Gare de Teillé
La gare de Teillé est une gare ferroviaire française de la ligne du Mans à Mézidon, située sur le territoire de la commune de Teillé, dans le département de la Sarthe en région Pays de la Loire.
C'est aujourd'hui une halte ferroviaire de la Société nationale des chemins de fer français (SNCF), desservie par des trains express régionaux TER Pays de la Loire, circulant entre les gares du Mans et de Caen ou Alençon.

## Situation ferroviaire
Établie à 68 mètres d'altitude, la gare de Teillé est située au point kilométrique (PK) 22,724 de la ligne du Mans à Mézidon, entre les gares ouvertes de Montbizot et de Vivoin - Beaumont. Elle est séparée de cette dernière par la gare aujourd'hui fermée de Maresché.

## Services voyageurs

### Accueil
Halte SNCF, c'est un point d'arrêt non géré (PANG) à entrée libre.

### Desserte
Teillé est desservie par des trains du réseau TER Pays de la Loire circulant entre Le Mans et Caen ou Alençon.

### Intermodalité
Un parking pour les véhicules est aménagés.